# Antônio de Sousa Neto

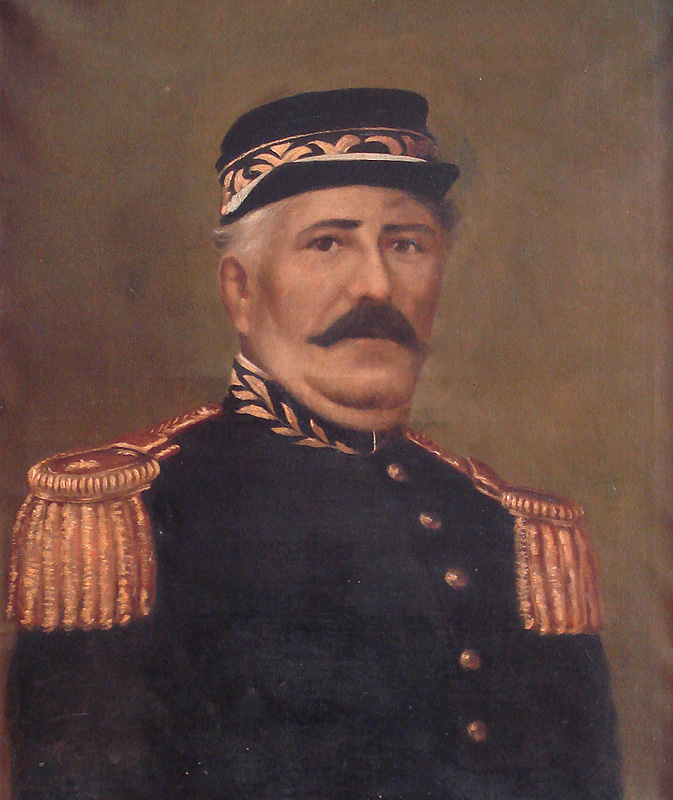
Antônio de Sousa Neto

Antônio de Sousa Neto (* 25. Mai 1803 in Rio Grande, Brasilien; † 2. Juli 1866 in Corrientes, Argentinien) war ein brasilianischer Politiker und Militär.
Er war auf Seiten der Separatisten Rio Grande do Suls ein wichtiger Anführer der Farrapen-Revolution gegen die kaiserlichen Truppen Brasiliens. Nach der Schlacht von Ceibal rief er die Republik Piratini aus.
Nach dem Krieg zog er nach Uruguay und kämpfte während des Uruguayischen Krieges bei der Belagerung von Paysandú. Während des Tripel-Allianz-Kriegs wurde er in der Schlacht von Tuyutí schwer verletzt und starb am 2. Juli 1866 in einem Krankenhaus in Corrientes an den Folgen.
Sein Grab befindet sich in Bagé.